# Baník Havířov (futsal)
Baník Havířov byl český futsalový klub z Havířova. Klub zanikl v roce 1995.
Největším úspěchem klubu byla dvouletá účast v nejvyšší soutěži (1993/94 – 1994/95).

## Umístění v jednotlivých sezonách
Zdroj: 
Legenda: Z - zápasy, V - výhry, R - remízy, P - porážky, VG - vstřelené góly, OG - obdržené góly, +/- - rozdíl skóre, B - body, červené podbarvení - sestup, zelené podbarvení - postup, fialové podbarvení - reorganizace, změna skupiny či soutěže
| Česko (1993 – 1995) |                    |        |                                                             |                                                             |                                                             |                                                             |                                                             |                                                             |                                                             |                                                             |       |          |
| Sezóny              | Liga               | Úroveň | Z                                                           | V                                                           | R                                                           | P                                                           | VG                                                          | OG                                                          | +/-                                                         | B                                                           | P. ZČ | Play-off |
| 1993/94             | 1. celostátní liga | 1      | 30                                                          | 13                                                          | 2                                                           | 15                                                          | 89                                                          | 101                                                         | -12                                                         | 28                                                          | 10.   |          |
| 1994/95             | 1. celostátní liga | 1      | Klub se odhlásil v průběhu sezóny, výsledky byly anulovány. | Klub se odhlásil v průběhu sezóny, výsledky byly anulovány. | Klub se odhlásil v průběhu sezóny, výsledky byly anulovány. | Klub se odhlásil v průběhu sezóny, výsledky byly anulovány. | Klub se odhlásil v průběhu sezóny, výsledky byly anulovány. | Klub se odhlásil v průběhu sezóny, výsledky byly anulovány. | Klub se odhlásil v průběhu sezóny, výsledky byly anulovány. | Klub se odhlásil v průběhu sezóny, výsledky byly anulovány. | 16.   |          |